# 新室駅
新室駅（しんむろえき）は、岐阜県大垣市にあった、近畿日本鉄道養老線（現・養老鉄道養老線）の鉄道駅（廃駅）である。

## 歴史
- 1933年（昭和8年）4月1日：養老電鉄の貨物駅として開業[1]。
- 1937年（昭和12年） - 1952年（昭和27年）：この間に旅客営業開始[1]。
- 1972年（昭和47年）7月1日：廃止。

## その他
- 開業時は岐阜県信用組合購売連合会（現・西美濃農業協同組合〈JAにしみの〉）の農産物取扱の貨物駅であった。
- 当駅は室駅の近くにあったため、1956年（昭和31年）まで当駅の駅業務は室駅が行っていた。

## 隣の駅
近畿日本鉄道
■養老線
西大垣駅 - 新室駅 - 大垣駅